# X-Filme Creative Pool
X-Filme Creative Pool est une société de production cinématographique et télévisuelle en Allemagne.

## Historique
Elle est fondée en 1994 par les réalisateurs Tom Tykwer, Dani Levy, Wolfgang Becker et le producteur Stefan Arndt, selon une idée originelle des créateurs d'United Artists. Son indépendance artistique et surtout économique doit permettre une liberté de création maximale. Cependant en l'an 2000, 50,1 % des parts de la société est cédé à Senator Film.
La même année, une société de distribution du nom de X-Verleih AG est créée. Elle collabore fréquemment avec la filiale allemande de Warner Bros., la Warner Bros. Pictures Germany et utilise notamment son réseau de distribution, ainsi que son réseau de vente DVD. En 2004, l'insolvabilité de Senator Film pousse les membres fondateurs de reprendre les parts majoritaires de  X-Filme pour le sauver de la banqueroute. N'y parvenant pas, Becker, Tykwer et Levy opte pour fonder une nouvelle société sous le nom de Y Filme en février 2006. En février 2008, Senator Film décide finalement de se séparer de X-Filme, tout en gardant des parts de X-Verleih AG. La direction actuelle de la société est composée de Stefan Arndt et Uwe Schott, et Wolfgang Becker, Dani Levy et Tom Tykwer figurent toujours au conseil d'administration. X-Filme produit ou co-produit la quasi-totalité de leurs films, mais tente également de financer les projets de cinéastes débutants ou moins reconnus comme Oskar Roehler, Sebastian Schipper, Nicolette Krebitz ou Hayo Freitag...

## Liste de films

### Cinéma
- 1995 : Stille Nacht (Stille Nacht – Ein Fest der Liebe) de Dani Levy
- 1997 : La vie est un chantier (Das Leben ist eine Baustelle) de Wolfgang Becker
- 1997 : Les Rêveurs (Winterschläfer) de Tom Tykwer
- 1998 : Cours, Lola, cours (Lola rennt) de Tom Tykwer
- 1998 : La Girafe (de) (Meschugge) de Dani Levy
- 1998 : Les Bouffons (Absolute Giganten) de Sebastian Schipper
- 2000 : Paul Is Dead (de) de Hendrik Handloegten (de)
- 2000 : La Princesse et le Guerrier (Der Krieger und die Kaiserin) de Tom Tykwer
- 2001 : Un nouveau départ (Heidi M.) de Michael Klier (de)
- 2001 : Wie Feuer und Flamme (de) de Connie Walther (de)
- 2001 : Herz (de) de Horst Sczerba
- 2002 : Heaven de Tom Tykwer
- 2002 : Le Père (de) (Väter) de Dani Levy
- 2003 : Good Bye, Lenin! de Wolfgang Becker
- 2003 : Bonjour l'angoisse (Der alte Affe Angst) d'Oskar Roehler
- 2003 : Liegen lernen de Hendrik Handloegten (de)
- 2004 : Parfum d'absinthe (Was nützt die Liebe in Gedanken) d'Achim von Borries
- 2004 : True (de) de Tom Tykwer
- 2004 : Jargo (de) de María Sólrún Sigurðardóttir (de)
- 2004 : Soundless (Lautlos) de Mennan Yapo
- 2004 : Les Pirates de l'Edelweiss (Edelweißpiraten) de Niko von Glasow
- 2004 : En garde ! (de) de Ayşe Polat (de)
- 2004 : Une famille allemande (Agnes und seine Brüder) d'Oskar Roehler
- 2004 : Monsieur Zucker joue son va-tout (Alles auf Zucker!) de Dani Levy
- 2004 : Le Perroquet rouge (Der Rote Kakadu) de Dominik Graf
- 2005 : Underexposure d'Oday Rasheed
- 2005 : Ich Dich auch, documentaire de Katja Dringenberg (de) et Christiane Voss
- 2006 : Celui qui déterre la belladone (de) (Der die Tollkirsche ausgräbt) de Franka Potente
- 2006 : Un ami à moi (Ein Freund von mir) de Sebastian Schipper
- 2007 : Mon Führer : la Vraie Véritable Histoire d'Adolf Hitler (Mein Führer – Die wirklich wahrste Wahrheit über Adolf Hitler) de Dani Levy
- 2007 : Goodbye Bafana de Bille August
- 2007 : Max Minsky et moi (Max Minsky und ich) d'Anna Justice
- 2007 : Les Trois Brigands (Die drei Räuber) de Hayo Freitag
- 2007 : Vie amoureuse (de) (Liebesleben) de Maria Schrader
- 2007 : Une avalanche de cadeaux (Meine schöne Bescherung) de Vanessa Jopp (de)
- 2007 : Le cœur est une étrange forêt obscure (de) (Das Herz ist ein dunkler Wald) de Nicolette Krebitz
- 2007 : Mongol (Монгол) de Sergueï Bodrov
- 2008 : Märzmelodie de Martin Walz (de)
- 2008 : Funny Games U.S. de Michael Haneke
- 2008 : Alter und Schönheit (de) de Michael Klier (de)
- 2009 : Lulu et Jimi (de) (Lulu und Jimi) d'Oskar Roehler
- 2009 : La Comtesse (The Countess) de Julie Delpy
- 2009 : Le Ruban blanc (Das weiße Band – Eine deutsche Kindergeschichte) de Michael Haneke
- 2010 : Das Leben ist zu lang (de) de Dani Levy
- 2010 : Trois (Drei) de Tom Tykwer
- 2011 : Little Thirteen (de) de Christian Klandt (de)
- 2012 : Amour de Michael Haneke
- 2012 : Tapage nocturne (Nachtlärm) de Christoph Schaub
- 2012 : Cloud Atlas de Tom Tykwer et Lana et Lilly Wachowski
- 2014 : The Dark Valley (Das finstere Tal) d'Andreas Prochaska
- 2015 : Uns geht es gut (de) de Henri Steinmetz (de)
- 2016 : Stefan Zweig, adieu l'Europe (Vor der Morgenröte) de Maria Schrader
- 2017 : Happy End de Michael Haneke
- 2019 : Alphonse Frissonard (Alfons Zitterbacke – Das Chaos ist zurück) de Mark Schlichter (de)
- 2020 : Die Känguru-Chroniken (de) de Dani Levy

### Télévision
- 2015 : Unter Gaunern (de), série télévisée créée par Sophie Allet-Coche (de) et Andreas Menck
- 2017 : Wunschkinder (de), téléfilm d'Emily Atef
- 2017 : Babylon Berlin, série télévisée créée par Tom Tykwer, Achim von Borries et Hendrik Handloegten (de)